# 340-е годы до н. э.
340-е (три́ста сороковы́е) го́ды до на́шей э́ры по пролептическому юлианскому календарю — промежуток времени с 1 января 349 года до н. э. по 31 декабря 340 года до н. э., включающий с 349 по 341 годы 6-го десятилетия  и 340 год 7-го десятилетия IV века 1-го тысячелетия до н. э. Им предшествовали 350-е годы до н. э., за ними следовали 330-е годы до н. э. Они закончились 2365 лет назад.

## Важнейшие события

### 350 год до н. э.
- 350[1] — Консулы Марк Попилий Ленат (плебей) и Луций Корнелий Сципион (патриций). Претор Публий Валерий Публикола. Диктатор (№ 31) Луций Фурий Камилл, начальник конницы Публий Корнелий Сципион.
- 350 — Победа Марка Попилия над галлами. Выборы консулов. Триумф Попилия.
- 350 — Неудачный поход персов на Египет.
- 350/349 — Афинский архонт-эпоним Аполлодор.

### 349 год до н. э.
- 349[2] — Консулы Луций Фурий Камилл и Аппий Клавдий Красс Инрегилленсис (два патриция). Претор Луций Пинарий. Смерть Аппия Клавдия Красса. Военный трибун Марк Валерий. Диктатор для выборов (№ 32) Тит Манлий Империоз Торкват, начальник конницы Авл Корнелий Косс.
- 349 — Подвиг Марка Валерия Корва. Победа Луция Фурия Камилла над галлами.
- 349 — Иностранные корсары опустошали берега Лациума.
- 349 — Демосфен, «Олинфские речи».
- Начало правления Перисада I (349—309 годы до н. э.) (Боспорское царство).
- 349/348 — Афинский архонт-эпоним Каллимах.

### 348 год до н. э.
- 348[3] — Консулы Марк Валерий Корв (патриций) и Марк Попилий Ленат (4-й раз) (плебей). Назначен диктатор (№ 33) для выборов. (не упомянут по Т. Ливию)
- 348 — Галлы предпринимают новую попытку напасть на Рим. Нападение легко отбито.
- 348 — Договор Рима и Карфагена. Карфагеняне обязались не нападать на города союза. Если город отложился бы от союза, то карфагеняне могли напасть на него, но, взяв, не могли разрушить, а обязались передать Риму.
- 348 — Филипп, желая овладеть Геллеспонтом, занял Торону. Поход македонян на Олинф, так как олинфяне дали убежище двум сводным братьям Филиппа. Борьба в Афинах демократической антимакедонской (Демосфен) и олигархической промакедонской (Эсхин и Исократ).
- 348 — Афиняне отправляют армию на помощь Олинфу. Филипп разбил олинфян в двух сражениях и осадил город. Взятие и разрушение Олинфа македонянами. Филипп завершил завоевание Фракии и Халкидики.
- 348/347 — Афинский архонт-эпоним Теофил.

### 347 год до н. э.
- 347[4] — Консулы Гай Плавтий Веннон (плебей) и Тит Манлий Империоз Торкват (патриций).
- 347 — Беотийцы просят Филиппа о помощи в Священной войне. Афинское посольство к Филиппу.
- 347 — Смерть Платона (427—347) в Афинах. Аристотель уезжает в Ассос. Женитьба на Пифиаде, племяннице правителя Ассоса Гермия.
- 347/6 — Афинский архонт-эпоним Фемистокл (II).
- 347—339 — Глава Академии Спевсипп.

### 346 год до н. э.
- 346[4] — Консулы Марк Валерий Корв (2-й раз) (патриций) и Гай Петелий Либон Визол (плебей).
- 346 — Триумф Марка Валерия Корва за победу над вольсками и взятие Сатрика.
- 346 — Власть в Сиракузах вновь захватывает Дионисий II.
- 346 — Заключён Филократов мир между Афинами и Македонией. Македонские войска и фессалийцы Филиппа вступают на территорию Фокиды и вместе с фиванцами разбивают фокейцев. Полководец фокейцев Фалек заключил с ним мир и ушёл в Пелопоннес. Фокейцы сдались. Филипп разрушил фокейские города. Амфиктионы дали Филиппу в своём совете два голоса.
- 346 — «Филипп» Исократа.
- 346/345 — Афинский архонт-эпоним Архий.
- 346—342 (346—344) — Тиран Сиракуз Дионисий II (вторично).

### 345 год до н. э.
- 345[5] — Консулы Марк Фабий Дорсуон и Сервий Сульпиций Камерин Руф (два патриция). Диктатор (№ 34) Луций Фурий Камилл, начальник конницы Гней Манлий Капитолин.
- 345 — Эсхин (390—315), «Против Тимарха».
- 345 — Персы захватили и казнили Гермия, правителя Ассоса.
- 345 — Фараон Нектанеб поддержал восставших финикийцев. Переход его греческих наёмников на сторону персов.
- 345/344 — Афинский архонт-эпоним Эвбул.
- 345—343 — Аристотель живёт в Митилене.

### 344 год до н. э.
- 344[6] — Консулы Гай Марций Рутул (3-й раз) (плебей) и Тит Манлий Империоз Торкват (2-й раз) (патриций). Диктатор (№ 35) для учреждения торжеств Публий Валерий Публикола, начальник конницы Квинт Фабий Амбуст.
- 344 — Освящён храм Юноны Монеты. (Рим)
- 344 — Демосфен, «Против Филиппа II». «Письма к Филиппу» Исократа.
- 344/343 — Афинский архонт-эпоним Ликиск.
- 344/343-310/309 — Царь Боспорского царства Перисад I. Наибольшее могущество Боспора.

### 343 год до н. э.
- 343[7] — Междуцарствие. Консулы Марк Валерий Корв (3-й раз) и Авл Корнелий Косс Арвина (два патриция). Военный трибун Публий Деций.
- Начало Первой Самнитской войны.
- Временный союз Рима с Фалериями.
- Латины атакуют пелигнов, самниты атакуют сидикнов и кампанцев.
- 343 — Кампанцы отдаются под власть римлян. Победа над самнитами М. Валерия у горы Гавра, победа А. Корнелия у Сатикулы, победа М. Валерия у Свессулы. Триумф М. В. Корва (2-й раз) и А. К. Косса.
- 343 — Эсхин, «О посольстве». Демосфен, «О посольстве».
- 343 — Филипп приглашает в Пеллу Аристотеля для воспитания своего сына Александра.
- 343/342 — Афинский архонт-эпоним Пифодот.
- 343—341 — Первая Самнитская война.
- 343 (341) — Поход Артаксеркса на Египет. Греки сдают важнейшие пограничные крепости. Нектанеб покидает Мемфис. Египет подчиняется персам.

### 342 год до н. э.
- 342[8] — Консулы Квинт Сервилий Агала (патриций) и Гай Марций Рутил (4-й раз) (плебей). Диктатор (№ 36) Марк Валерий Корв, начальник конницы Луций Эмилий Мамерк. Плебейский трибун Луций Генуций.
- Битва при горе Гавр. Диктатор Марк Валерий Корв разбивает самнитов, подавляет военный мятеж и проводит реформы.
- 342 — Мятеж воинов, примирение. Закон Генуция: одну и ту же должность занимали не раньше, чем через 10 лет, не исполняли две должности в один год, обоих консулов можно избирать из плебеев.
- Законы трибуна Л. Генуция (leges Genuciae) из 4 статей.
- 342 (344) — Карфагеняне возобновляют наступление на греческие города. Сиракузяне просят помощи у Коринфа, своей метрополии. Коринфская эскадра во главе с Тимолеонтом при поддержке сиракузян берёт в плен Дионисия II. Изгнание Дионисия. Установление олигархии в Сиракузах. Распад Сицилийской державы.
- 342 — Филипп посадил на трон Эпира Александра, сына Неоптолема II, вместо законного наследника Эакида, сына Арриба.
- Царём Эпира становится Александр I.
- 342/341 — Афинский архонт-эпоним Сосиген.
- 342—331 — Царь Эпира Александр I.
- Конец 340-х годов — Борьба самнитов с Тарентом.
- Битва при Малинге в Китае. Армия государства Ги побеждает войско государства Вей.

### 341 год до н. э.
- 341[9] — Консулы Гай Плавтий Веннон (2-й раз) (плебей) и Луций Эмилий Мамерцин Привернат (патриций). Претор Тит Эмилий.
- 341 — Победа римлян Валерия Корва при Кумах. Римляне поспешили заключить мир с самнитами.
- 341 — Капуанские самниты попросили римлян принять Капую в подданство, чтобы они защищали её от горных самнитов.
- Поход Гая Плавция Веннона против вольсков и Луция Эмилия Мамертина Приверната против самнитов.
- Заключением нового соглашения между Римом и самнитами.
- Сидицины и кампанцы заключают союз с латинами и вольсками.
- 341 — Тимолеонт наносит сокрушительное поражение карфагенянам. Восстановление демократии в Сиракузах.
- 341 — Демосфен, «Против Филиппа II».
- 341 — Поход Филиппа к Геллеспонту и осада Перинфа. Помощь Перинфу оказывали персы и византийцы. При осаде Перинфа потерял глаз Антигон (Циклоп). Филипп с частью войска приступил к Византию.
- Конец тридцатой династии в Египте и прекращение его независимости.
- 341/340 — Афинский архонт-эпоним Никомах.